# Церковь Воскресения Христова (Пушкин)
Церковь Воскресения Христова — лютеранский храм в городе Пушкине (в составе Санкт-Петербурга), центр Пушкинского прихода Евангелическо-лютеранской Церкви Ингрии.
Настоятель — пастор Евгений Михайлов. Богослужения проводятся по воскресеньям в 10:30 на русском и финском языках, по средам в 19:00 на русском языке.

## История
Пушкинская кирха исторически не принадлежала Церкви Ингрии, однако она занимает важное место в современной истории Евангелическо-лютеранской церкви как первый лютеранский приход, открытый на территории Ингерманландии в послевоенный период.

### Лицейская кирха
Лютеранская община в Царском Селе была организована в 1811 году.
В 1817 году началось возведение первой, деревянной приходской церкви, на месте снесённой казармы Гусарского полка. Непосредственными инициаторами строительства были, директор Царскосельского лицея Егор Энгельгардт и лицейский пастор Кристиан Гнюхтель. Император Александр I пожаловал на строительство 20 000 рублей. Здание храма было сдано в феврале 1818 года и освящено во имя Преображения Господня 13 (25) октября того же года. Её основными прихожанами стали преподаватели Царскосельского лицея немецкого происхождения.
Кирха была выполнена в ампирном стиле с трёхколонным портиком, увенчанным полным антаблементом и треугольным фронтоном. В 1822 году архитектор Василий Стасов перестроил портик в четырёхколонный. До 1843 года богослужения в храме проводили лицейские пасторы, но затем кирха перешла в ведение Министерства внутренних дел.

### Колонистская кирха
После расформирования Лицея, основу прихожан составили немецкие колонисты из Фриденталя. В 1852 году при приходе была помимо немецкой образована эстонская община. В 1859 году при церкви было построено здание школы. 14 (26) августа 1860 года рядом с обветшавшим зданием старой церкви была заложена новая одноимённая каменная церковь. 17 (29) апреля 1865 года, в день рождения императора Александра II, церковь, построенная по проекту архитектора Александра Видова, была освящена и приобрела тот вид, в котором находится и ныне.
Богослужения проводились до 1931 года, преимущественно на немецком, латышском или эстонском языке. К приходу были приписаны жители девяти окрестных населённых пунктов, посёлка Детскосельский и деревень: Гуммолосары, Кондакопшино, Лесное, Мыкколово, Новая Деревня, Нововесь, Новокондакопшино, Новосёлки, однако уже в 1930 году прихожанам пришлось мириться с появлением в здании церкви общежития для рабочих. Закрыта по постановлению Леноблисполкома от 5 декабря 1931 года, здание передано Ремонтно-механическому заводу.
После окончания Великой Отечественной войны в здании располагались автошкола и автомастерская.

### Современное состояние
В 1977 году была проведена частичная реставрация здания церкви. Под руководством архитектора М. И. Толстого было восстановлено крыльцо, реконструированы отдельные декоративные элементы шатра и интерьера. Были разобраны внутренние перегородки и заложенные кирпичом оконные проёмы, а также очищены фасады, отштукатурены и заново окрашены стены. На шпиле вновь был установлен крест. В том же году кирха была возвращена верующим и торжественно освящена 11 декабря (3-е воскресение Адвента) во имя Воскресения Христова. Административно приход являлся частью ЭЕЛЦ.
До 1988 года богослужения проводились только на финском языке, а с 1988 года начались регулярные богослужения на русском и на немецком языках (совместно с Немецкой евангелическо-лютеранской церковью в СССР).
В 1992 году Пушкинский приход вошёл в состав вновь созданной деноминации ЕЛЦИ, заменив собой закрытый в 1937 году лютеранский приход Венйоки.
В настоящее время входит в Санкт-Петербургское пробство.

## Духовенство
| Настоятели церкви и прихода | Настоятели церкви и прихода                                                      | Настоятели церкви и прихода |
| Даты                        | Настоятели                                                                       |                             |
| --------------------------- | -------------------------------------------------------------------------------- | --------------------------- |
| 1818—1823                   | пастор Христиан Фридрих Гнюхтель                                                 |                             |
| 1824—1850                   | пастор Петер Густав фон Авенариус                                                |                             |
| 1851—1867                   | пастор Август Вильгельм Фехтер                                                   |                             |
| 1869—1902                   | пастор Александр Николай Добберт                                                 |                             |
| 1903—1918                   | пастор Густав Беерманн                                                           |                             |
| 1922—1927                   | пастор Отто Шнакенбург (1882—1937)                                               |                             |
| 1929—1930                   | пробст Фридрих Ваккер (1886—1941)                                                |                             |
|                             |                                                                                  |                             |
| 1977—1981                   | пастор Харри Мытсник                                                             |                             |
| 1981—1989                   | пастор Тийт Салумяэ                                                              |                             |
| 1989—1990                   | пастор Арво Сурво                                                                |                             |
| 1990—1992                   | пастор Владимир Благинин                                                         |                             |
| 1993—1999                   | пастор Виктор Головин                                                            |                             |
| 1999—2001                   | пастор Паси Гуянен                                                               |                             |
| 2001—2003                   | пастор Владимир Батухтин                                                         |                             |
| 2003—2013                   | пастор Фёдор Тулынин, в 2005—2009 гг. пастором церкви служил также Вилле Меланен |                             |
| 2014—2016                   | диакон Эдвард Юронен                                                             |                             |
| с 2016                      | пастор Евгений Михайлов                                                          |                             |

## Архитектура
Здание церкви построено в 1865 году и выполнено в неоготическом стиле по проекту архитектора А. Ф. Видова.
Здание имеет кирпичную кладку, контрфорсы и стрельчатые арки. Островерхая крыша увенчана высоким готическим шпилем с четырехконечным крестом.
В 1899 году был установлен орган «E.F.Walcker» op.867
I.Manual (C — f3)
1. Bourdon 16'
2.Principal 8'
3.Gambe 8'
4.Floete 8'
5.Octav 4'
6. Rohrfloete 4'
7.Octav 2'
II.Manual (C — f3)
8. Geigenprincipal 8'
9.Lieblich Gedackt 8'
10. Salicional 8'
11. Aeoline 8'
12.Traversfloete 4'
Pedal (C — d1)
13. Subbass 16'
14. Cello 8'
Копуляции: II\I; super II\I; I\P; II\P.
Registerhilfen — Collectivpedal fur Tutti und Coppeln, Piano; Schweller II. Man.
Geblaese: 2 schoepfer und Magazinbalg im Innern der Orgel
Пневматическая трактура, корпус из каролинской сосны.

### Технические показатели здания
- Высота фасада с шатром — 32,31 м
- Высота до основания башни — 17,55 м
- Площадь подвала — 275 м2
- Площадь первого этажа — 313,2 м2
- Общая площадь застройки — 906 м2

## Фото
| - Фото 1900-х годов | - Интерьер церкви. Фото 2002 года |